# ربض زهرة الربيع
ربض زهرة الربيع (الاسم العلمي:Huernia primulina) هو نوع من النباتات يتبع جنس الربض من الفصيلة الدفلية.